# Русских, Харлампий Акимович
Харлампий Акимович Русских (1915—1975) — майор Советской Армии, участник Великой Отечественной войны, Герой Советского Союза (1943).

## Биография
Харлампий Русских родился 15 сентября 1915 года в деревне Егоровцы (ныне — Селтинский район Удмуртии). После окончания семи классов школы работал в колхозе, позднее окончил курсы мастеров лесозаготовок и работал в леспромхозе. В сентябре 1936 года Русских был призван на службу в Рабоче-крестьянскую Красную Армию. Участвовал в боях на озере Хасан. В 1941 году он окончил курсы младших лейтенантов. С февраля 1942 года — на фронтах Великой Отечественной войны.
К сентябрю 1943 года старший лейтенант Харлампий Русских командовал взводом 20-го отдельного моторизованного понтонно-мостового батальона 40-й армии Воронежского фронта. Отличился во время битвы за Днепр. Взвод Русских успешно выполнил задачу по переправе крупных советских сил на плацдарм на западном берегу Днепра в районе села Козинцы Переяслав-Хмельницкого района Киевской области Украинской ССР. За десять суток взвод переправил на понтонах 300 танков, 184 артиллерийских орудия, 510 автомашин с грузами и около 10 тысяч бойцов и командиров.
Указом Президиума Верховного Совета СССР от 23 октября 1943 года за «образцовое выполнение боевых заданий командования на фронте борьбы с немецкими захватчиками и проявленные при этом мужество и героизм» старший лейтенант Харлампий Русских был удостоен высокого звания Героя Советского Союза с вручением ордена Ленина и медали «Золотая Звезда» за номером 2375.
В последующих боях был тяжело ранен. После окончания войны Русских продолжил службу в Советской Армии. В 1956 году в звании майора он был уволен в запас. Проживал и работал в Хабаровске. Умер 25 января 1975 года.

## Награды
Был также награждён орденами Красного Знамени и Красной Звезды, рядом медалей.